# Kraftwerk Westerholt
Das Kraftwerk Westerholt war ein steinkohlebefeuertes Wärmekraftwerk in Gelsenkirchen-Hassel. Das Kraftwerk bestand aus zwei in den 1960er Jahren errichten Blöcken mit jeweils 150 Megawatt. Das Kraftwerk wurde am 13. Mai 2003 stillgelegt und später abgerissen.

## Geschichte
1959 geht der erste 150 Megawatt-Block des Kraftwerks ans Netz. Zwei Jahre später folgt der zweite 150 Megawatt-Block. Rund 230 Arbeiter waren im Kraftwerk beschäftigt. Am 12. September 1981 wurde das Richtfest des 300 Meter hohen Schornsteins gefeiert. Der Schornstein maß am Fuß 23,5 m, am Kopf 9,10 m.
2001 wurde der zweite Block außer Betrieb gestellt, 2002 folgte der erste Block. Das Kraftwerk hat in seiner 43-jährigen Laufzeit 63 Milliarden kWh elektrische Energie sowie 5 Milliarden kWh thermische Energie (Fernwärme und Industriedampf) produziert. Gut 28 Millionen Tonnen Kohle wurden verstromt, fast alles aus der Zeche Westerholt.

### Sprengung des Schornsteins

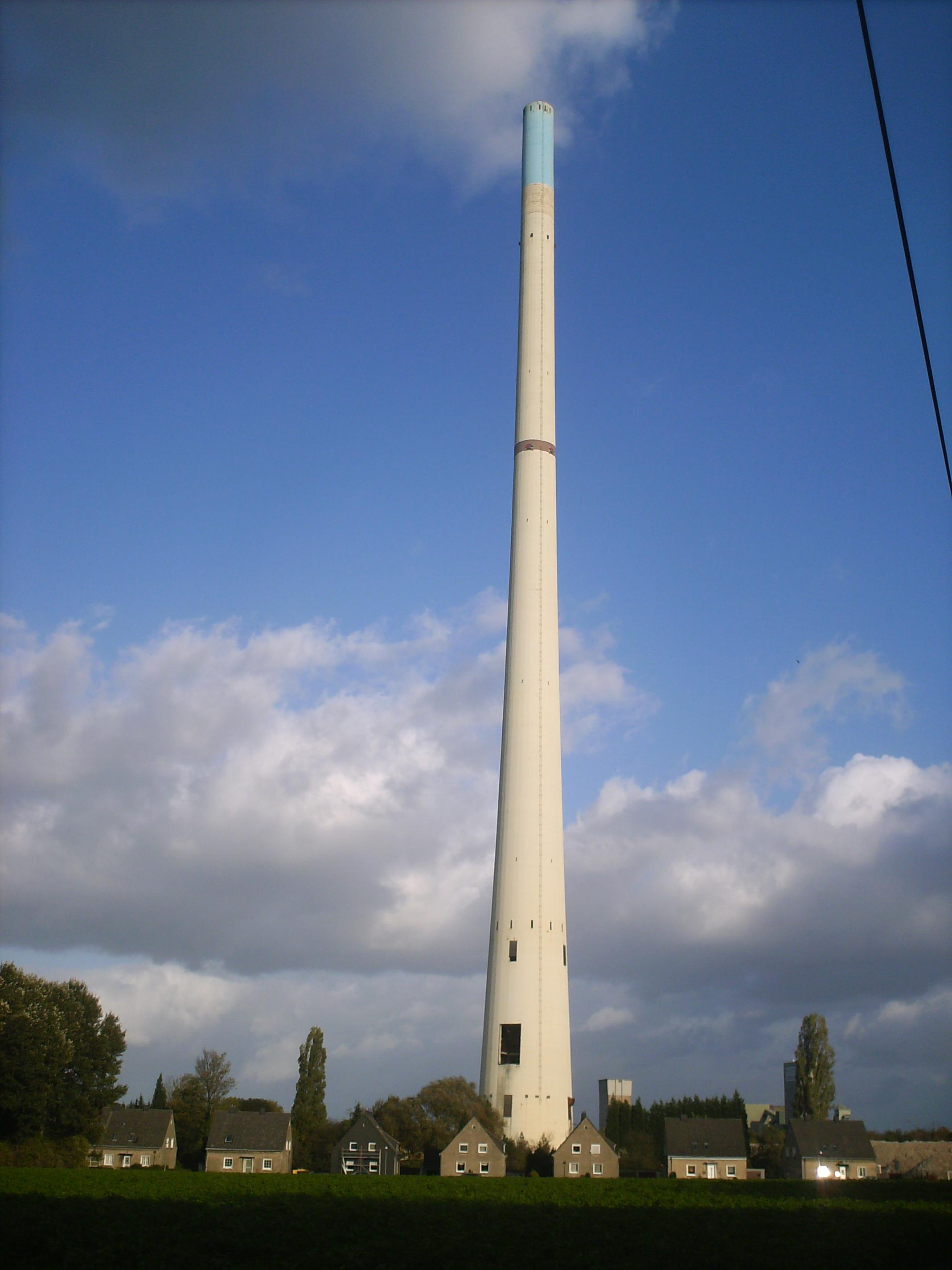
Ehemaliges Wahrzeichen des Kraftwerks Westerholt: Der 300 m hohe Schornstein wenige Tage vor seiner Sprengung

Das Kraftwerk verfügte über einen 300 Meter hohen Stahlbetonschornstein, der 1981 fertiggestellt wurde. Damals versuchte man die Schadstoffe mit einem sehr hohen Schornstein über große Flächen zu verteilen. Schon in den 1980er Jahren wurde die Entschwefelung der Rauchgase auch für Altkraftwerke verpflichtend, bald danach auch die Entstickung, also die Verminderung der Stickoxide. Zwei Elektrokompressoren (10-kV-Motoren) erzeugten ca. 250.000 m³ (5 bar) Druckluft für ein gepuffertes Luftverbundnetz.
Die Sprengung sollte ursprünglich am 12. November 2006 stattfinden, wegen eines Einspruchs von BP wegen deren unterirdischer Leitungen wurde dieser Termin jedoch abgesagt und später der Sonntag, 3. Dezember 2006 10:56 Uhr, als neuer Termin angegeben.
Der Schornstein wurde durch eine sogenannte Faltsprengung (Sprengung in zwei Ebenen) gesprengt. Diese beiden Ebenen befanden sich in 183 und 54 Metern Höhe. Da unerwartet der mittlere Teil den unteren Stumpf zertrümmerte, wurden die weiteren Abbruch- und Aufräumarbeiten erleichtert.
Für Ärger bei den zahlreichen Zuschauern vor Ort sorgte die kurzfristige Vorverlegung der Sprengung um drei Minuten. Viele Besucher wollten die Sprengung auf Foto und Video festhalten. Selbst der WDR, der ab 10:45 Uhr das Ereignis übertrug, befand sich um 10:52 Uhr noch mitten in einem Interview mit dem Sprengmeister und musste die Kameraposition schnell auf den einstürzenden Schornstein umschwenken. Das Warnsignal ertönte recht leise um 10:46 Uhr, die Sprengung erfolgte um 10:53 Uhr.

### Nachnutzung
Seit dem Frühjahr 2004 wurde an diesem Standort ein Heizwerk, das FWK Westerholt, betrieben. Dort besichern sechs Kessel das durch Uniper Fernwärme betriebene Fernwärmenetz im nördlichen Ruhrgebiet.
Wie die nur wenige hundert Meter entfernt gelegene Zeche Westerholt war es nach der angrenzenden – damals noch selbständigen – Stadt Westerholt (heute Herten-Westerholt) benannt.
Heute befindet sich auf dem Areal eine Wohnsiedlung, welche an den 2020 eröffneten Stadtteilpark Hassel angrenzt.